# Розов кладенец
 Тази статия е за язовира в България.  За историческото село вижте Розов кладенец (село).  
„Розов кладенец“ е язовир в югоизточна България, разположен близо до град Гълъбово, област Стара Загора.
Построен през 1957 – 1960 година, той се използва промишлено водоснабдяване, главно на ТЕЦ „Брикел“, ТЕЦ „КонтурГлобал Марица Изток 3“ и ТЕЦ „Ей И Ес Марица Изток I“ от комплекса „Марица-изток“, както и за охлаждане на обработените води на ТЕЦ „Брикел“. Поради това температурата на водата е относително постоянна и сравнително висока дори и през зимата. Фактът, че водата не замръзва през зимата, прави язовира особено привлекателно място за водолюбиви птици.

## Характеристики
Язовир „Розов кладенец“ е разположен в землищата на град Гълъбово и село Обручище на десния бряг на река Соколица, непосредствено до града и до ТЕЦ „Брикел“.
Язовирната стена е земнонасипна, с дължина 1285 m и височина 11,5 m. Въздушният откос е затрупан с материал от сгуроотвалите на ТЕЦ „Брикел“. Контрастената към коритото на Соколица е с дължина 1813 m и височина 6,6 m. През 1977 година стените са надградени със стоманобетонен парапет, за да се увеличи завиреният обем за нуждите на строящата се ТЕЦ „Марица-изток 3“. Преливникът на стената е с капацитет 30 m³/s.
Водохранилището е с общ обем 20,4 млн. m³ и залята площ 363 ha. То се захранва гравитачно от водохващане на Соколица с капацитет 20 m³/s и с изпомпване от водохващане на река Сазлийка.

## Флора и фауна

### Растителност
По-голямата част от брега на язовира е лишена от растителност. На места се срещат изкуствени насаждения от черен бор и акация. Долината на река Съзлийка, част от която попада в рамките на язовира, е обрасла с типична крайречна растителност като върба, топола и храсти.

### Птици
Топлата вода прави язовир Розов кладенец привлекателно място за водолюбиви птици. От установените 142 вида птици 34 са включени в Червената книга на България, а 5 са поставени в категорията на световно застрашените. През зимата язовирът се превръща в местообитание от международно значение за малкия и големия корморан. През зимата са установени и световно застрашените видове като къдроглав пеликан и белоока потапница, а друг световно застрашен вид – ливадният дърдавец – се среща в района на язовира по време на миграция. Язовирът е обявен за защитена, част от екологична мрежа НАТУРА 2000.

### Риби
Язовир Розов кладенец е подходящо място за любителски риболов. Срещат се видовете шаран, червеноперка, сом, толстолоб, бяла риба и каракуда.